# Елізабет (бронепалубний крейсер)
Елізабет (рум. Elisabeta) — бронепалубний крейсер, що перебував на службі ВМС Румунії на рубежі XIX—XX століть.

## Біографія
Бронепалубний крейсер «Елізабет» побудований на корабельнях заводу Armstrong, Mitchell & Co у 1888 році. Судно названо на честь першої королеви Румунії Єлизавети. Завершив ходові випробування 14 вересня 1888 року у гирлі річки Тайн, демонструючи середню швидкість трохи більше 18 вузлів.
Спочатку був оснащений чотирма 150-мм гарматами Круппа, чотирма 57-мм гарматами Норденфельдт, і чотирма 37-мм французькими скорострільними гарматами Гочкіс. Крім цього, крейсер мав чотири 356-мм торпедні апарати.
Після завершення випробувань, «Елізабет» була укомплектована румунським екіпажем під командуванням полковника Іона Мургеску, до цього командував міноносцем «Риндунік».
У жовтні 1888 року судно здійснює перехід в Галац. Після відмови турецької влади у дозволі на прохід крейсера через Босфор з озброєнням, було ухвалено рішення його роззброїти, а гармати доставити по суші. По прибуттю у Галац, корабель знову був озброєний.
Сформований для крейсера екіпаж складався з дев'яти офіцерів і 134 матросів, крім того, на кораблі постійно присутні десятки цивільних інструкторів і морських курсантів. До весни 1889 року корабель був повністю готовий до виконання бойових завдань.
Крейсер на тридцять років (з 1888 по 1918 роки) стає флагманом і найбільшим кораблем румунського флоту. З 1889 по 1898 роки командиром судна був капітан Василь Урсеану.

### Закордонні походи
15 травня 1889 року «Елізабет» вирушила в похід, курсуючи східним узбережжям Чорного моря, відвідавши при цьому Сулину, Констанцу, Варну, Константинополь та Одесу. Того ж року «Елізабет» побувала у Синопі і Трапезунді, Євпаторії, Ялті, Феодосії, Новоросійську, Батумі. Восени судно повернулося в Галац, перебуваючи там до весни наступного року. Влітку 1890-го «Елізабет» стає флагманом румунської ескадри, в складі якої перебували канонерський човен «Грівіца» (Griviţa), три міноносці та вітрильне навчальне судно «Мірча».
У наступні роки «Елізабет» і далі бере участь у численних морських походах у Середземному морі. 1891 року судно знову вирушає у п'ятимісячний похід, який розпочався з відвідання Константинополя. Потім, під час перебування у Мемфісі і Піреях, борт крейсера відвідує король Греції Георг I.
У тому ж поході судно відвідує Францію (Вільфранш, Антіб, Тулон), Італію (Спеція, Ліворно та Палермо), Іспанію (Кадіс), а також Гібралтар і Мальту.
У 1892 році «Елізабет» представляла Румунію на святкуваннях з нагоди 400-річчя плавання Христофора Колумба (проходили в Ліворно, Барселоні та Лісабоні). Судно брало участь у церемонії відкриття в Сулині Міжнародної Дунайської комісії (1894), а також на святі відкриття Каналу кайзера Вільгельма (1895). Тоді ж «Елізабет» уперше відвідує Прибалтику. У Стокгольмі корабель на своєму борту приймає короля Швеції. Після цього походу крейсер повертається додому.
Завдяки своїм регулярним морським походам, «Елізабет» стає одним із найупізнаваніших кораблів Середземного моря.

### Подальша служба
У 1904 році, після майже п'ятнадцяти років безперервних походів, «Елізабет» направлений в Галац, на капітальний ремонт, в ході якого з корабля була демонтована одна щогла.
Коли 2 липня 1905 року бунтівний російський панцерник «Потьомкін» прибув у Констанцу, «Елізабет» фактично виявляється єдиним кораблем, який міг надати «Потьомкіну» хоч якийсь опір. Однак до бойового зіткнення не дійшло — команда російського судна запросила політичного притулку.
У 1906 році, крейсер відвідує урочисті заходи у Варні. Того ж року крейсер бере участь у морських навчаннях, на яких уперше в історії ВМС Румунії був здійснений навчальний десант піхотного батальйону.
Наприкінці року «Елізабет» була переозброєна на чотири 120-мм французьких гармати Сен-Шамон. Німецькі 57-мм гармати Норденфельдт також замінялися 75-мм гарматами Сен-Шамон. Дві скорострільні гармати Гочкіс демонтувались.
25 червня 1908 року «Елізабет» присутній на відкритті Румунського Королівського військово-морського училища в Констанці.
У 1912 році, в ході Першої Балканської війни, «Елізабет» була відправлена до Константинополя, для захисту румунської дипломатичної місії.
У ході Другої Балканської війни (1913) корабель активної участі не брав.

### Перша світова війна і подальша доля
Після вступу Румунії у Першу світову війну (1916), застарілий корабель, що перебував на той час у Сулині, був роззброєний. Корабельними гарматами для захисту від австро-угорських моніторів був укріплений ряд артилерійських позицій уздовж Дунаю, а також окопи поблизу Туртукай.
Після закінчення Першої світової війни, «Елізабет» була списана. 1919 року судно деякий час використовувалося як транспорт, після чого в середині 1920-х років корабель поставлений на припін у Сулині, де використовувався як плавучий склад. У 1930-х роках колишній крейсер був розібраний на метал. Збереглися лише компас і кермове колесо корабля, які зберігаються у румунському військово-морському музеї в Констанці.